# Spiritual Black Dimensions
Spiritual Black Dimensions – czwarty pełny album norweskiej grupy blackmetalowej Dimmu Borgir, wydany w roku 1999 przez wytwórnię Nuclear Blast. Wersja specjalna z 2004 roku zawiera dodatkowy utwór - "Masses for the New Messiah".

## Lista utworów
Opracowano na podstawie materiału źródłowego.
1. "Reptile" (muz. Dimmu Borgir; sł. Silenoz) – 5:17
2. "Behind the Curtains of Night Phantasmagoria" (muz. Dimmu Borgir; sł. Silenoz) – 3:21
3. "Dreamside Dominions" (muz. Dimmu Borgir; sł. Silenoz) – 5:14
4. "United in Unhallowed Grace" (muz. Dimmu Borgir; sł. Nagash) – 4:22
5. "The promised Future Aeons" (muz. Dimmu Borgir; sł. Nagash) – 6:52
6. "The Blazing Monoliths of Defiance" (muz. Dimmu Borgir; sł. Nagash) – 4:38
7. "The Insight and the Catharsis" (muz. Dimmu Borgir; sł. Silenoz) – 7:17
8. "Grotesquery Conceiled" (muz. Dimmu Borgir; sł. Silenoz) – 5:10
9. "Arcane Lifeforce Mysteria" (muz. Dimmu Borgir; sł. Silenoz) – 7:03
10. "Masses for the New Messiah" (muz. Dimmu Borgir; sł. Silenoz, Nagash, Shagrath) – 5:13 (utwór dodatkowy)

## Twórcy
Opracowano na podstawie materiału źródłowego.
| - Stian "Shagrath" Thoresen - wokal prowadzący - Stian "Nagash" Arnesen - gitara basowa - Kenneth "Tjoldav" Åkesson - perkusja - Sven "Silenoz" Atle Kopperud - gitara rytmiczna - Jamie "Astennu" Stinson - gitara prowadząca | - Øyvind Johan "Mustis" Mustaparta - instrumenty klawiszowe - Simen "ICS Vortex" Hestnæs" - wokal - Peter Tägtgren - produkcja muzyczna - Per Heimly Prod. Norway - zdjęcia - P. Gron, Sweden - zdjęcia, dizajn, oprawa graficzna |

## Wydania
| Rok  | Nr katalogowy          | Format                  | Wytwórnia     | Region            | Źródło |
| ---- | ---------------------- | ----------------------- | ------------- | ----------------- | ------ |
| 1999 | NB 349-2, 27361 63492  | CD, Album, Jew          | Nuclear Blast | Niemcy            | [ 3 ]  |
| 1999 | NB 349-9, 27361 63490  | CD, Album, Dig          | Nuclear Blast | Niemcy            | [ 3 ]  |
| 1999 | NB 349-9, 27361 63490  | CD, Shape, Album, Ltd   | Nuclear Blast | Niemcy            | [ 3 ]  |
| 1999 | NB 349-1               | LP, Album               | Nuclear Blast | Niemcy            | [ 3 ]  |
| 1999 | NB 349-9               | LP, Pic, Album, Ltd     | Nuclear Blast | Niemcy            | [ 3 ]  |
| 2001 | MICY-1101, MICP-10101  | CD, Album               | Avalon        | Japonia           | [ 3 ]  |
| 2001 | IROND CD 01-22         | CD, Album               | Irond         | Rosja             | [ 3 ]  |
| 2004 | NB 1308-2, 27361 13082 | CD, Album, Enh, RE, Del | Nuclear Blast | Niemcy            | [ 3 ]  |
| 2004 | NB 6349-2              | CD, Enh, Album, RE, Del | Nuclear Blast | Stany Zjednoczone | [ 3 ]  |
| 2008 | BOBV078LP              | 2xLP, Album, RE, Gol    | Back On Black | Wielka Brytania   | [ 3 ]  |

## Pozycje na listach
| Lista                   | Kraj      | Pozycja |
| ----------------------- | --------- | ------- |
| Ö3 Austria Top 40       | Austria   | 31      |
| MegaCharts              | Holandia  | 98      |
| Sverigetopplistan       | Szwecja   | 44      |
| Suomen virallinen lista | Finlandia | 14      |
| VG-lista                | Norwegia  | 18      |